# Lenine (músico)
Oswaldo Lenine Macedo Pimentel más conocido como Lenine (2 de febrero de 1959, Recife), es un cantante y compositor brasileño. Su música es una mezcla de diversos estilos, destacándose como principales el rock y la música típica de su país.
Sus canciones han sido grabadas por músicos de la talla de Elba Ramalho, O Rappa, Gilberto Gil, Sergio Mendes, Milton Nascimento, Maria Bethania, Ney Matogrosso y Dionne Warwick. También se ha destacado como productor discográfico.

## Biografía
Hijo de José Geraldo (siendo "un viejo comunista", eligió el nombre de su hijo en homenaje al principal líder de la revolución rusa) y Dayse Pimentel (una católica practicante).
A los 17 años ingresa como estudiante a la carrera de Ingeniería química, que abandonaría tres años después, cuando se va a vivir con unos amigos también compositores a Río de Janeiro, donde reside hasta hoy. Ya en Río, en 1981 participa de un festival promovido por TV Globo. Dos años más tarde graba su primer disco, Baque Solto. 
En los siguientes años, Lenine se afianza como compositor, comenzando sus canciones a ser grabadas por otros artistas (la primera fue Elba Ramalho, quien graba Roda do tempo). Además compone bandas sonoras de diversas telenovelas y series.
En 1993 lanza su segundo disco, Olho de peixe, que es considerado por él mismo como el más importante de su carrera. Le siguen O dia em que faremos contato (grabado en 1997 en los Real World Studios de Peter Gabriel) y Na presão (lanzado en 1999), con los que gana diversos premios. En esta época comienza a ser reconocido a escala mundial, dando giras por Europa, Asia y Norteamérica. Francia es un país donde se vuelve sumamente popular, llegando su cuarto disco a vender más de 40 mil copias. En 2002 lanza su quinto disco, Falange canibal.
En 2004 graba el CD y DVD Lenine in cité, con el que consigue dos Premios Grammy latinos: "Mejor Álbum Pop Contemporáneo Brasileño
" y "Mejor Canción Brasileña (Idioma Portugués)
" por Ninguém Faz Idéia (compuesta junto a Ivan Santos). Dos años más tarde graba Lenine acústico MTV, con el que vuelve a llevarse el Premio Grammy latino a "Mejor Álbum Pop Contemporáneo Brasileño
". Mientras tanto produce varios discos, entre ellos Segundo de Maria Rita y De uns tempo pra cá de Chico César.
En 2008 graba el CD y LP Labiata. Es lanzado en 20 países y presentado al año siguiente con una gran gira mundial. El disco incluye Martelo Bigorna (banda sonora de la telenovela Caminho das Indias), que gana el Premio Grammy latino a "Mejor Canción Brasileña (Idioma Portugués)". El proceso de creación y grabación del disco es el motivo de la película Continuação, de Rodrigo Pinto.
En 2010 es lanzado el disco Lenine.doc - Trilhas, que reúne diversas canciones compuestas para programas televisivos, comerciales, películas y obras de teatro. En febrero de 2011 produce y dirige el show de apertura del Carnaval de Recife. A fines de ese año lanza su décimo disco, Chão.
En 2013 celebra sus treinta años de carrera musical, con diversas giras y conciertos.
En 2016 participa en la ceremonia final de los juegos olímpicos Río 2016.

## Discografía
- 1983 - Baque Solto
- 1994 - Olho de Peixe
- 1997 - O Dia em que Faremos Contato
- 1999 - Na Pressão
- 2002 - Falange Canibal
- 2004 - Lenine In Cité
- 2006 - Acústico MTV
- 2008 - Labiata
- 2010 - Lenine.doc - Trilhas
- 2011 - Chão
- 2015 - Carbono
- 2018 - Em transito